# ژولیت (استان کبک)
ژولیت (به فرانسوی: Joliette) شهرکی در منطقه شهری ژولیت ناحیه لانودییر در استان کبک کانادا است. در سرشماری سال ۲۰۱۱ این شهرک ۱۸٬۹۴۶ نفر جمعیت داشته‌است و مساحت آن ۲۲٫۳۶ کیلومتر مربع است.